# NGC 5537
NGC 5537 est une galaxie spirale relativement éloignée et située dans la constellation de la Vierge. Sa vitesse par rapport au fond diffus cosmologique est de 8 887 ± 18 km/s, ce qui correspond à une distance de Hubble de 131,1 ± 9,2 Mpc (∼428 millions d'al). NGC 5537 a été découverte par l'astronome allemand Albert Marth en 1864.
Selon la base de données Simbad, NGC 5537 est une radiogalaxie.